# Synchiropus novaehiberniensis
Synchiropus novaehiberniensis là một loài cá biển thuộc chi Cá đàn lia gai (Synchiropus) trong họ Cá đàn lia. Loài này được mô tả lần đầu tiên vào năm 2016.

## Phân bố và môi trường sống
S. novaehiberniensis có phạm vi phân bố ở Tây Thái Bình Dương. Loài cá này chỉ mới được ghi nhận ở vùng biển ngoài khơi đảo New Ireland (Papua New Guinea). S. novaehiberniensis được thu thập ở độ sâu từ 74 đến 92 m, ngoài khơi thủ phủ Kavieng.